# Погремок малый
Погремок малый (лат. Rhinanthus minor) — вид рода Погремок (Rhinanthus) семейства Заразиховые (Orobanchaceae), ранее включался в семейство Норичниковые (Scrophulariaceae). Полупаразитическое однолетнее растение.

## Ботаническое описание

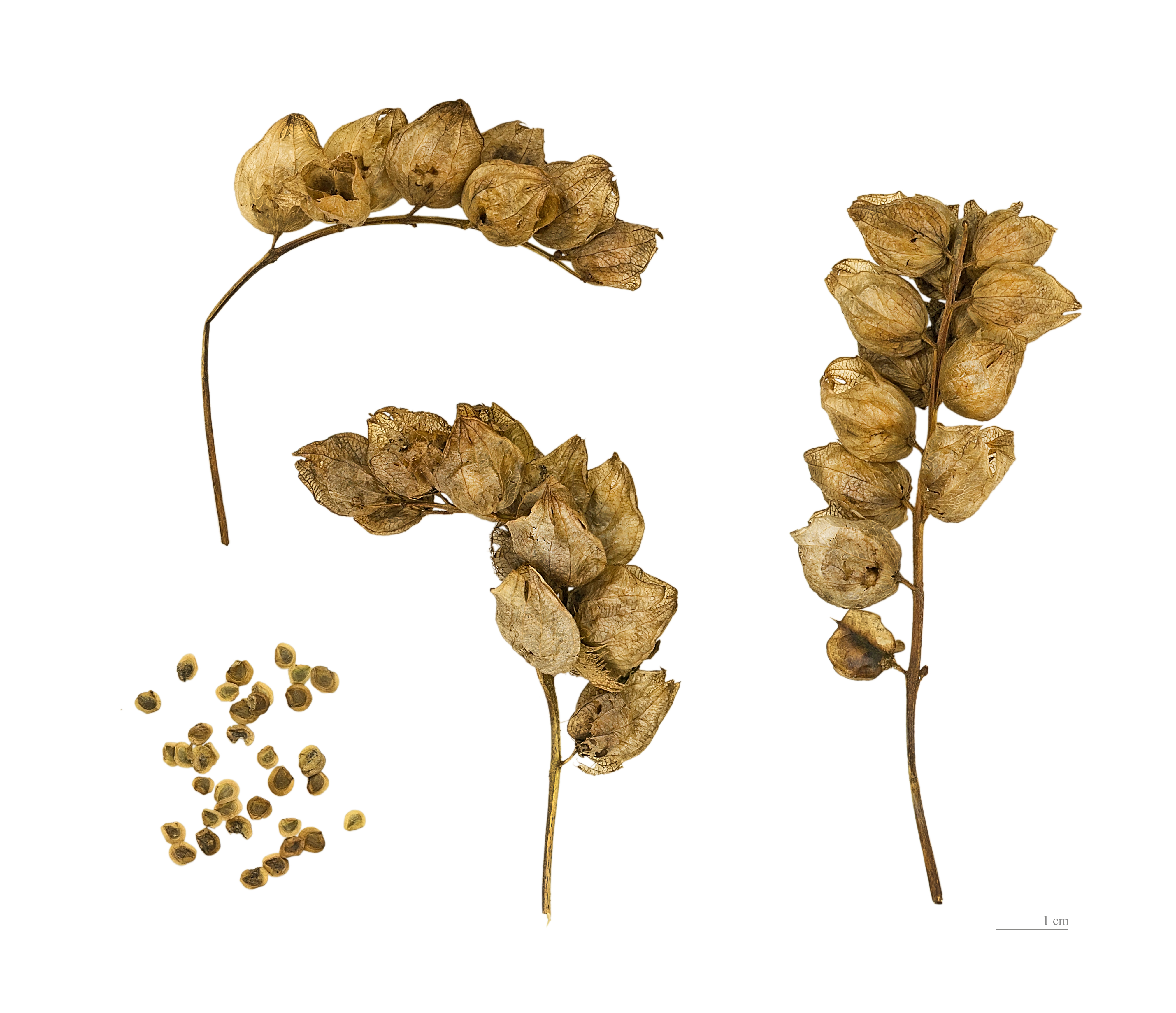
Rhinanthus minor

Однолетнее травянистое растение с простым или ветвистым стеблем высотой до 50 см. Полупаразит, получающий питательные вещества из корневых систем соседних растений.
Листья супротивные, простые, ланцетные или продолговато-ланцетные, заострённые, с зубчатыми краями, без опушения. Длина листьев 2—4 см, ширина 5—10 мм.
Цветки собраны в кисти на верхушках побегов. Венчик двугубый, жёлтый, 12—15 мм длиной, с шлемовидной верхней губой и плоской нижней. Трубка венчика прямая, короче чашечки. Чашечка четырёхзубчатая, голая, по краю шероховатая. Цветки обоеполые, опыляются насекомыми. Цветёт всё лето.
Плоды — сухие округлые коробочки диаметром 9—10 мм с крылатыми семенами длиной 3—4 мм. При сотрясении созревшие семена гремят внутри коробочки, отчего растение и получило название «погремок». Созревают плоды в июне-сентябре.

## Распространение и экология
Ареал — Европа и западная Азия. В России растёт во всех областях Европейской части, на Северном Кавказе и на юге Западной Сибири. На сырых лугах, опушках, полянах.

## Хозяйственное значение и использование
Погремок считается сорным, вредным для сельского хозяйства растением. Однако, согласно некоторым данным, посев погремка на сенокосных лугах приносит пользу, так как он ограничивает рост некоторых трав и позволяет процветать другим видам, тем самым улучшая биоразнообразие.

## Классификация

### Таксономия
- Rhinanthus minor L., 1756, Amoen. Acad. 3: 54

Вид Погремок малый включается в род Погремок (Rhinanthus) семейства Заразиховые (Orobanchaceae) порядка Ясноткоцветные (Lamiales), последовательно входящего в более крупные клады Ламииды → Астериды → Суперастериды → Эвдикоты → Цветковые растения. Таксономическая схема в соответствии с Системой APG IV по состоянию на июнь 2024 года:
|  |                          |  |                                   |                                   |                       |  | еще 23 семейства | еще 23 семейства |                    |  |                         |  | еще 47 подтвержденных видов и 11 видов, ожидающих подтверждения | еще 47 подтвержденных видов и 11 видов, ожидающих подтверждения |  |
|  |                          |  |                                   |                                   |                       |  | еще 23 семейства | еще 23 семейства |                    |  |                         |  | еще 47 подтвержденных видов и 11 видов, ожидающих подтверждения | еще 47 подтвержденных видов и 11 видов, ожидающих подтверждения |  |
|  |                          |  |                                   | порядок Ясноткоцветные            |                       |  |                  |                  | род Погремок       |  |                         |  |                                                                 |                                                                 |  |
|  |                          |  |                                   | порядок Ясноткоцветные            |                       |  |                  |                  | род Погремок       |  | 2 внутривидовых таксона |  |                                                                 |                                                                 |  |
|  | клада Цветковые растения |  |                                   |                                   | семейство Заразиховые |  |                  |                  | вид Погремок малый |  |                         |  |                                                                 |                                                                 |  |
|  | клада Цветковые растения |  |                                   |                                   |                       |  |                  |                  |                    |  |                         |  |                                                                 |                                                                 |  |
|  |                          |  | ещё 63 порядка цветковых растений | ещё 63 порядка цветковых растений |                       |  |                  | еще 98 родов     | еще 98 родов       |  |                         |  |                                                                 |                                                                 |  |
|  |                          |  |                                   | ещё 63 порядка цветковых растений |                       |  |                  |                  | еще 98 родов       |  |                         |  |                                                                 |                                                                 |  |

### Внутривидовые таксоны
- Rhinanthus minor subsp. minor
- Rhinanthus minor subsp. monticola (Lamotte) P.Fourn.

### Синонимы
- Alectorolophus minor (L.) Dumort.
- Alectorolophus minor (L.) Wimm. & Grab.
- Alectorolophus phallax var. hispanicus Sennen & Elías
- Fistularia minor (L.) Kuntze
- Mimulus crista-galli (L.) Scop.
- Rhinanthus angustifolius subsp. vernalis Soó
- Rhinanthus borealis (Sterneck) Druce
- Rhinanthus crista-galli subsp. minor (L.) Bonnier & Layens
- Rhinanthus crista-galli var. minor (L.) Hartm.
- Rhinanthus glaber subsp. minor (L.) Schübl. & G.Martens
- Rhinanthus glaber var. minor (L.) Corb.
- Rhinanthus grandiflorus subsp. vernalis Soó
- Rhinanthus minor subsp. rusticulus O.Schwarz
- Rhinanthus minor subsp. stenophyllus O.Schwarz
- Rhinanthus minor subvar. pubescens Merino
- Rhinanthus minor var. angustifolius Gren.